# سلیم بهرام
سلیم بهرام، روستایی از توابع بخش کلیجان رستاق شهرستان ساری در استان مازندران ایران است.
مهندس سید مسیح سلیم بهرامی، نماینده دوره ششم مجلس شورای اسلامی از حوزه انتخابی شهرستان ساری از فرزندان این روستای زیبا و سرسبز می‌باشد.

## جمعیت
این روستا در دهستان کلیجان رستاق علیا قرار داشته و براساس آخرین سرشماری مرکز آمار ایران که در سال ۱۳۸۵ صورت گرفته، جمعیت آن ۱۶۶نفر (۵۰خانوار) بوده‌است.